# Klaskaniem mając obrzękłe prawice...
Klaskaniem mając obrzękłe prawice... – wiersz Cypriana Kamila Norwida napisany ok. 1858, będący duchową i poetycką autobiografią autora. Stanowi utwór otwierający tom Vade-mecum.

## Powstanie utworu
Utwór powstał najpóźniej w październiku 1858, jego ostatni ustęp (Syn jeszcze minie...) został przepisany przez Norwida jako wiersz dedykacyjny do jednego z egzemplarzy rozprawki O sztuce (dla Polaków) ofiarowanego jednej z pań Łuszczewskich. Jest możliwe, że pierwotnie miał on pełnić funkcję wiersza otwierającego w przygotowywanym w tym czasie pierwszym zbiorowym wydaniu poezji Norwida, który ukazał się w Lipsku w 1863. Ostatecznie autor umieścił go w 1865-1866 na początku swego tomiku Vade-mecum. Wiersz został po raz pierwszy wydrukowany w VIII numerze Chimery Zenona Przesmyckiego w 1905.

## Treść
Ukazana w wierszu rzeczywistość, jest rzeczywistością po burzy (Było w ojczyźnie (...) ciemno). Jest to sytuacja po klęskachː po upadku powstania listopadowego, konspiracji pokolenia Norwida, rabacji galicyjskiej, Wiośnie Ludów. Laury poetyckie lub laury dla zwycięzców czekają daremnie na nowe burze. Lud znużony oklaskiwaniem pieśni nie może się doczekać czynu. Nie czeka już na kolejnego wieszcza (ni miejsca dawano, ni godzin). Wtedy palec Boży powołuje poetę na żywota pustynię, jak dawnych proroków czy Jana Chrzciciela, by zapowiedział koniec dawnej epoki i nadejście nowej.
W drugiej strofie poeta podkreśla swoją samotność i samodzielność. Nic nie wziął od swoich poprzedników, wielkich poetów romantycznych (laury, wielkoludy). Jego rozumienie Ewangelii jest odmienne od poprzedników. Dla nich Polska była nowym Izraelem. Według Norwida nie należy tworzyć nowej Ewangelii, lecz wcielać w życie już objawioną. Inaczej też rozumie przeszłość. Jego historyzm różni się od romantycznego. W swojej twórczości prawie nie dotyka, poza kilkoma wczesnymi utworami (Krakus, Wanda), tematu historycznego narodowego. Jeśli sięga do przeszłości to do klasycznej, śródziemnomorskiej (Quidam, Kleopatra i Cezar), nie do plemiennej więzi narodowej, ale do przeszłości ogólnoludzkiej.
Wszedłszy na ziemię klątwą spaloną poeta błądzi samotny. Poetów starszego pokolenia, którzy mieli być jego przewodnikami w tej wędrówce (jak Wergiliusz dla Dantego), minął poobracanych, patrzących z uwielbieniem w przeszłość. Natykał się na zardzewiałe ostrogi, zbite kule, być może oznaczające feudalny, rycerski charakter polskiej przeszłości, a być może wyrażające stosunek poety do polskich klęsk narodowych, gdzie każdy czyn przychodzi za wcześnie. Nieraz zawadził o stary Obyczaj, szczerzący zęby przeciw światłu nowego dnia, pragnący przedłużyć noc i sny.

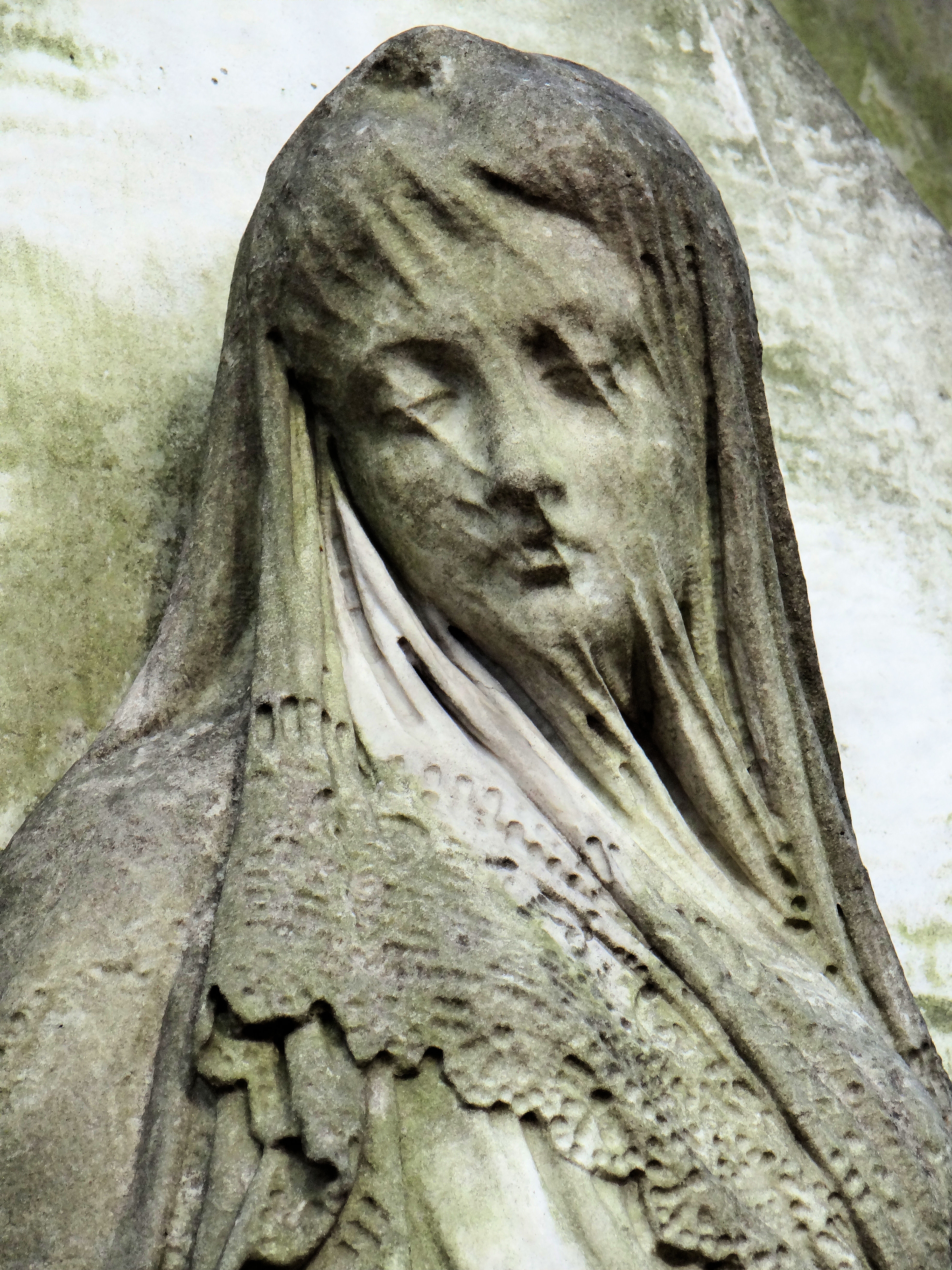
Rzeźba nagrobna. Powązki.

W wędrówce napotkał też tłum kobiet spętanych martwą etykietą. Niezależnie od żalów i porachunków osobistych, poeta konstatuje, że wobec tylu wdzięków pozostaje nieczuły, patrzy okiem beznamiętnym. Dotyka rąk marmurowych i fałd ubrania kamiennych, jak się dotyka rzeźb nagrobnych. Nie ma już dla nich zmiany, tylko śmierć. I posągi odeszły senne.  
Poeta nic od nich nie wziął do serca. Pozostał wobec tych kobiet układny i grzeczny – nijaki. Jak biblijny Józef, uciekający przed żoną Putyfara, uniósł ze sobą z tego przesytu tylko szatę. I nie raczy swoich katów pytać o przyczynę zwątpienia w możliwość szczęścia. Pojawiająca się w tekście przesytu niedziela pozwala doszukiwać się w tej strofie również obrazu wjazdu Chrystusa do Jerozolimy w niedzielę palmową, pośród pozdrowień i jednocześnie pożegnań, w jednej tylko szacie, witanego jako króla, a w perspektywie kilku następnych dni wydanego na mękę i śmierć. Norwid chętnie sięga w swej twórczości do romantycznego obrazu poety wieszcza, rozumie go jednak inaczej niż jego poprzednicy, już nie jako proroka wywyższenia narodu, ale jako Chrystusa-poetę, cierpiącego za ludzkość i odrzuconego.  
Poeta pisze na Babilon i do Jeruzalem. I te listy-utwory dochodzą do adresatów. Babilon może tu oznaczać w kluczu polityczno-narodowym niewolę babilońską narodu żydowskiego (więc i polskiego), a Jeruzalem – odzyskanie wolności. Babilon odsyła też do wszetecznicy babilońskiej z Apokalipsy świętego Jana i wtedy twórczość Norwida dotyka niewoli moralnej współczesnych społeczeństw, a poeta-prorok, jak Jeremiasz królowi judzkiemu, głosi zapowiedź przyszłej sprawiedliwości. Te przypadkowe zdawałoby się listy tworzą pamiętnik artysty. Poeta traktuje go z ironiąː jest on ogryzmolony, pochylony w sobie, obłędny, ale jednocześnie bardzo rzeczywisty.  
W ostatniej strofie autor wypowiada proroctwo dotyczące swego dzieła. Nie będzie zrozumiany nie tylko przez współczesnych, ale nawet przez ich synów. Może liczyć dopiero na wnuki. Nadzieja na wojnę powszechną o wolność ludów i na przyspieszenie jej wybuchu przez romantyczną poezję zawiodła. Norwid zakłada, że następne pokolenie czeka wytężona praca, która może przynieść owoce znacznie później. Dzisiaj, za panowania Panteizmu-druku, to co napisał znika szybko. Ewangeliczna stylizacja tego miejsca odsyła do rzymskiego władania nad ziemią żydowską, przez kraj, którego religia nie jest religią kraju podbitego. Religia ubóstwienia druku jest narzucona. Podczas gdy poeta poszukuje prawdy, wydrukować można cokolwiek i w ogromnej ilości. Słowo staje się towarem, który rządzi się swoimi prawami. Ta kultura słowa drukowanego – towaru wróży rękopisom poety okres zapomnienia. Dla kogoś, kto odwiedzał rzymskie katakumby, oznacza to również życie utajone, oczekiwanie. Chrześcijański sens tej metafory prowadzi przez śmierć i złożenie do grobu ku zmartwychwstaniu tej poezji. Pozwala również oddzielić życie od dzieła. Słowo wyjdzie z katakumb, choć poety już nie będzie wśród żywych.  